# گیتی پاشایی
گیتی پاشایی تهرانی (۲۳ خرداد ۱۳۱۹ – ۱۷ اردیبهشت ۱۳۷۴) خوانندهٔ ایرانی بود. او فعالیت خود را در دههٔ ۱۳۴۰ آغاز کرد و بعد از انقلاب ۱۳۵۷ آهنگسازی چند فیلم همسرش مسعود کیمیایی را بر عهده داشت.

## زندگی
گیتی در ۲۳ خرداد ۱۳۱۹ در تهران چشم به جهان گشود. پدر بزرگش جعفر منصوری شاعر و استاد تار و خط بود و نوازندگی تار و سه‌تار را به مادر گیتی آموخت و بدین ترتیب گیتی از طریق مادرش با موسیقی آشنا شد. وی ردیف‌های موسیقی سنتی را نزد فرامرز پایور، مهدی فروغ و محمود کریمی آموخت. پس از اخذ دیپلم به آمریکا رفت و در سیتی کالج نیویورک در رشته معماری مشغول به تحصیل شد و در سیاتل، واشینگتن آمریکا لیسانس هارمونی و ارکستراسیون گرفت.

### اواخر دهه چهل
گیتی در اواخر دهه چهل، فعالیت رسمی خود را با خوانندگی در رادیو و تلویزیون آغاز کرد و به خواندن تصنیف‌های مردمی مشغول شد. ترانه‌های «شب من شب تو»، «دل بوالهوس»، «گل مریم» و «یه دل دارم» از جمله ترانه‌هایی است که او در آن زمان اجرا کرده بود.
گیتی در سالهای اولیهٔ دهه پنجاه شمسی، به‌همراه گوگوش و رامش جزء سه خواننده اول موزیک پاپ در بین هنرمندان زن به‌شمار می‌آمد و با آرایش و طراحی لباس های منحصر به‌فرد، شیوه خاص خود را داشت.
وی در سال ۱۳۵۴ به عرفان و تصوّف روی آورد و با سبکی تازه بر روی اشعار شاعران معاصر چون مهدی اخوان ثالث، احمدرضا احمدی، محمدعلی سپانلو و نصرت فرزانه آهنگسازی کرد.
گیتی پیش از انقلاب ۱۳۵۷، با مسعود کیمیایی کارگردان و فیلمنامه نویس معروف، ازدواج کرد که حاصل این پیوند یک فرزند پسر بنام "پولاد" است که وی هم در حال حاضر از بازیگران سینما و تلویزیون ایران می‌باشد. 
گیتی در سال ۱۳۵۶ در فیلم «سفر سنگ» به کارگردانی همسرش مسعود کیمیایی به‌عنوان بازیگر حضور یافت اما پس از آن دیگر به بازیگری نپرداخت.

### پس از انقلاب
گیتی مدتی پس از انقلاب، ایران را به مقصد آمریکا ترک کرد اما در آنجا گرین کارت و مبلغ هنگفتی از او به سرقت برده شد و به‌همین دلیل مجددا به ایران بازگشت.
وی در سال ۱۳۶۸ به آلمان رفت و در هامبورگ، دورهٔ موسیقی کلیسایی و ترانه‌های مذهبی را در نوریک هوخ شوله گذراند.
گیتی در سال‌های حضور در ایران، به‌طور جدی فعالیت آهنگسازی را از سر گرفت و با سه فیلم «تیغ و ابریشم» (۱۳۶۵)، «سرب» (۱۳۶۷) و «گروهبان» (۱۳۶۹) هر سه به کارگردانی مسعود کیمیایی به عنوان آهنگساز فیلم شناخته شد.

## درگذشت

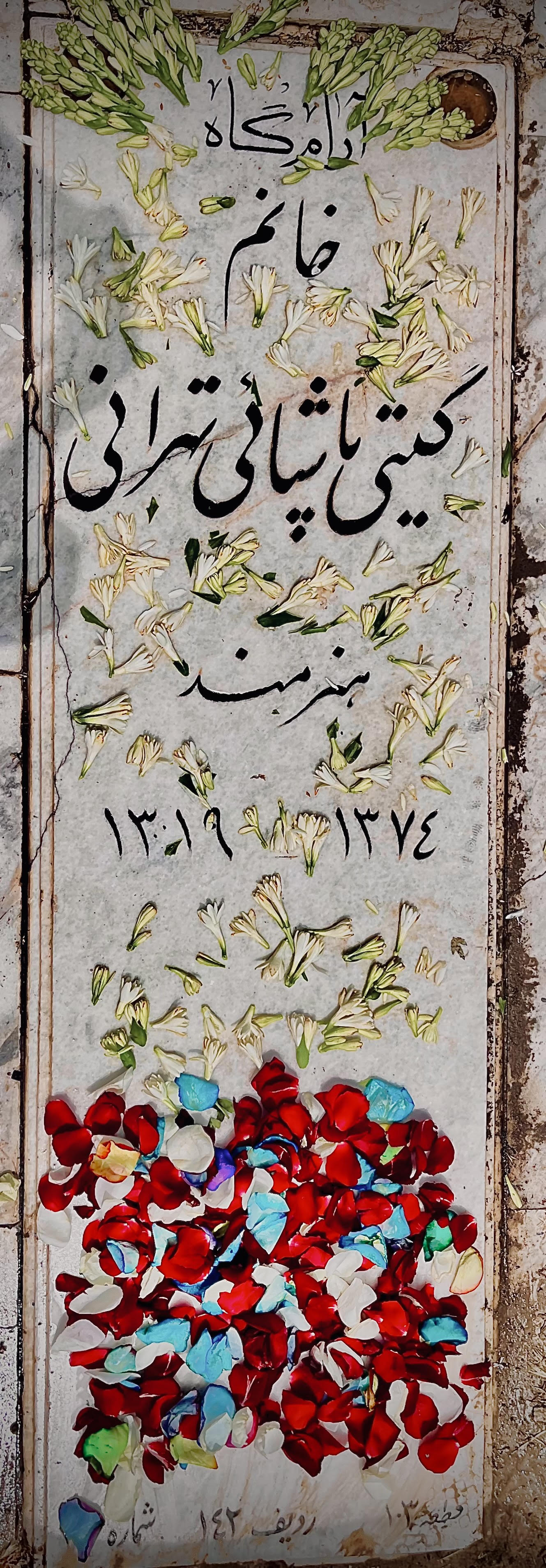
سنگ مزار گیتی پاشایی

گیتی پاشایی در ۱۷ اردیبهشت ۱۳۷۴ خورشیدی بر اثر بیماری سرطان سینه در ۵۴ سالگی در تهران درگذشت؛ و در قطعه ۱۰۳ ردیف ۱۴۲ شمارهٔ ۳۱ بهشت زهرای تهران به خاک سپرده شد.

## فیلم‌شناسی

### بازیگر
- «سفر سنگ» (۱۳۵۶، مسعود کیمیایی) در نقش فاطمه (دوبلور: نیکو خردمند)

### آهنگساز
- «تیغ و ابریشم» (۱۳۶۴، مسعود کیمیایی)
- «سرب» (۱۳۶۷، مسعود کیمیایی)
- «گروهبان» (۱۳۶۹، مسعود کیمیایی)

## صفحه‌ها / آلبوم‌ها

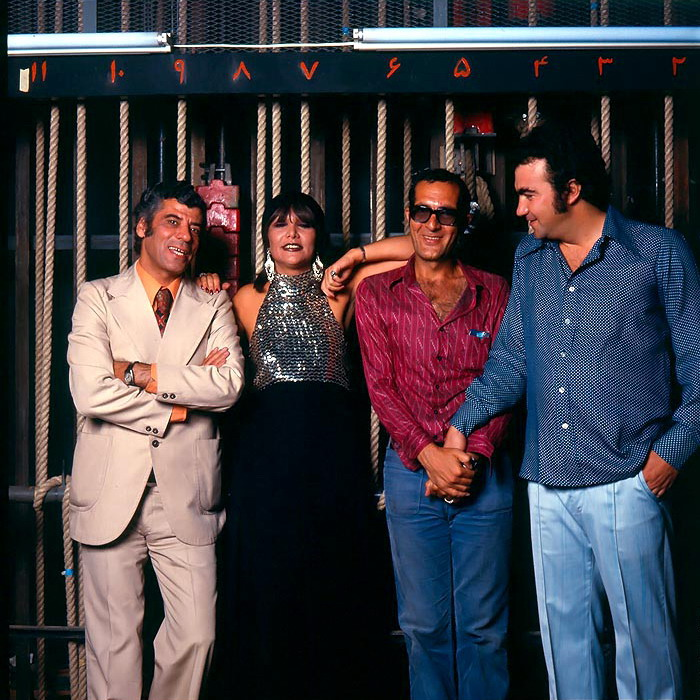
از چپ: عطاءالله بهمنش، گیتی پاشایی، آندرانیک آساطوریان، پرویز قریب افشار

## نگارخانه

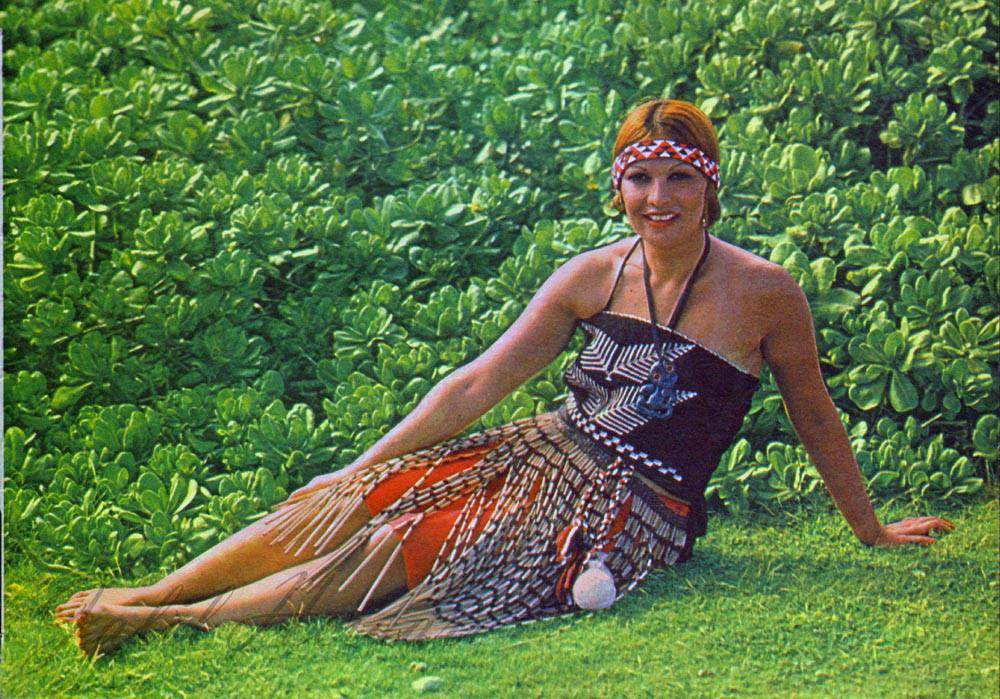
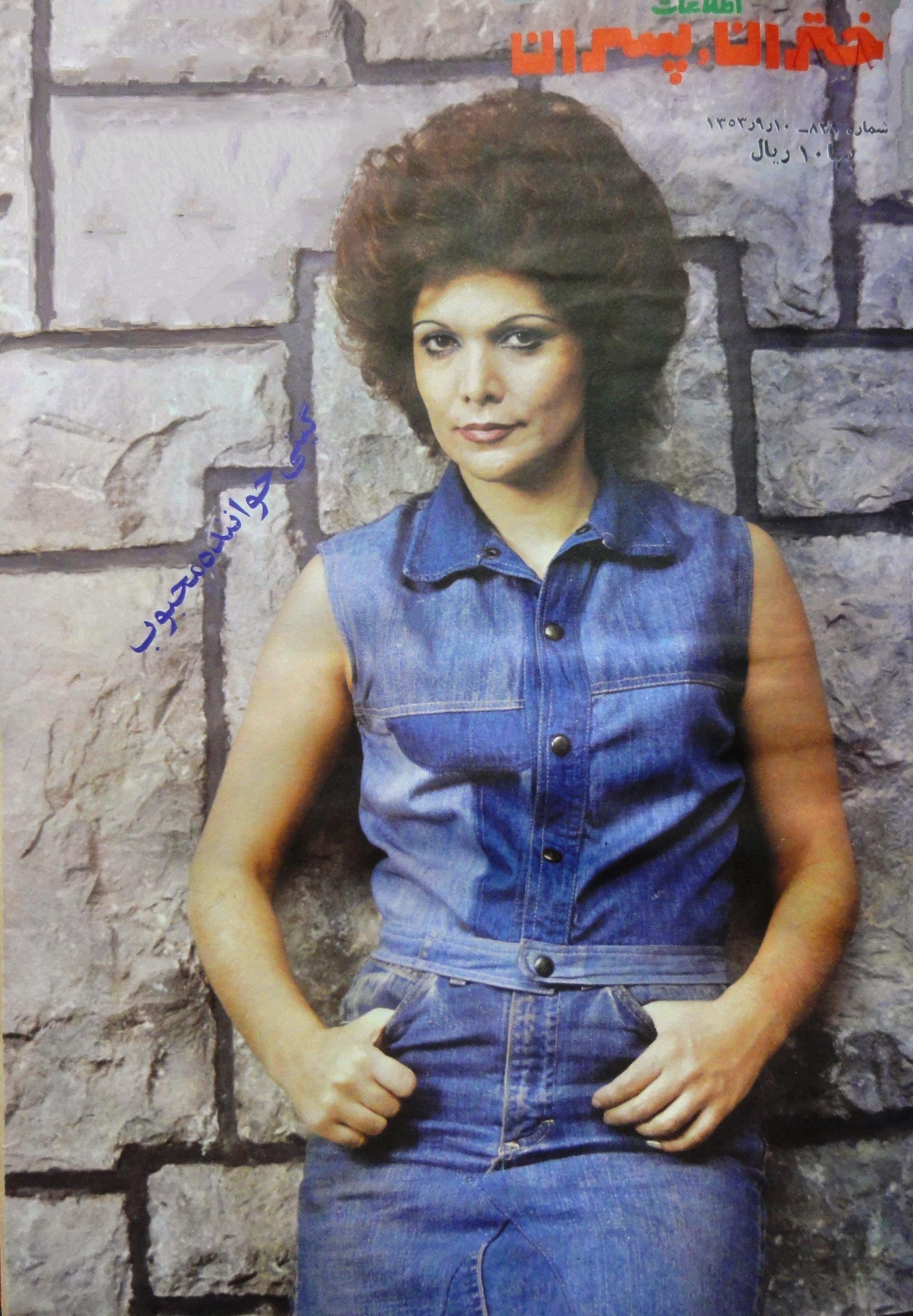
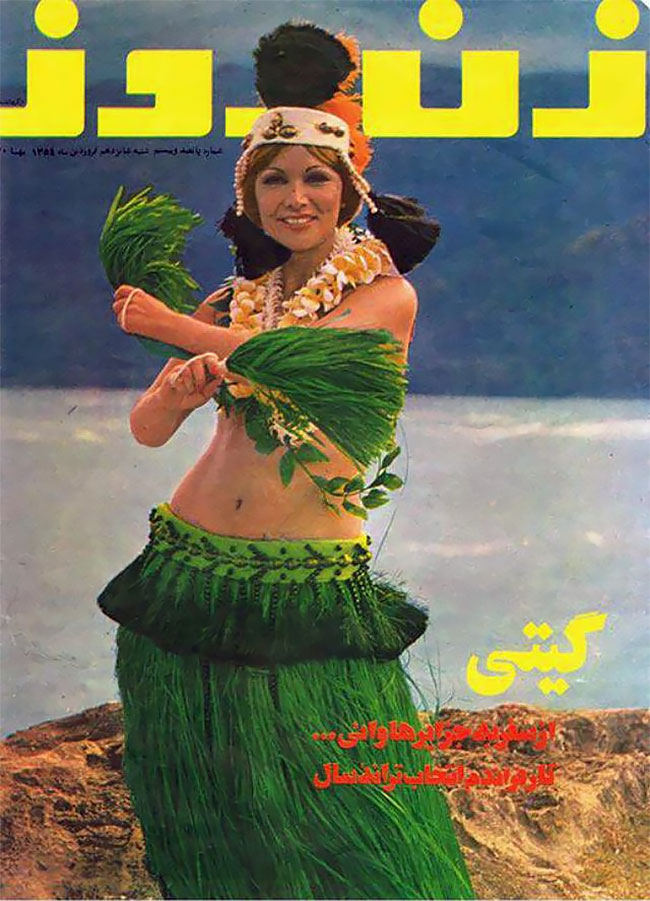
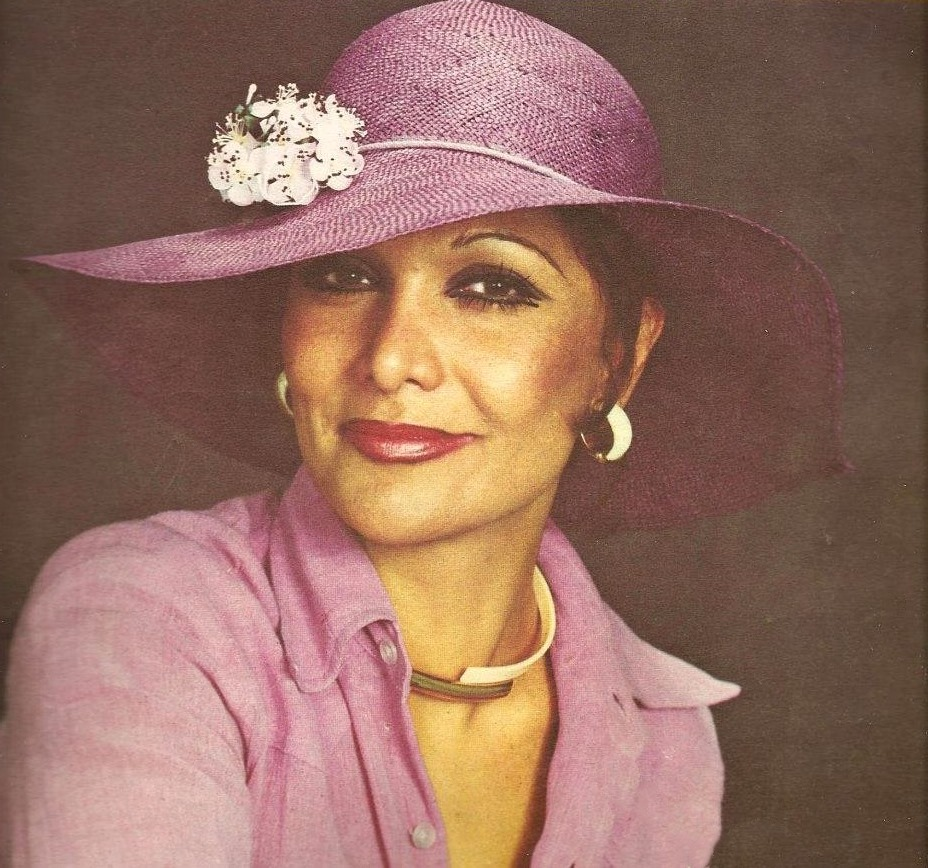
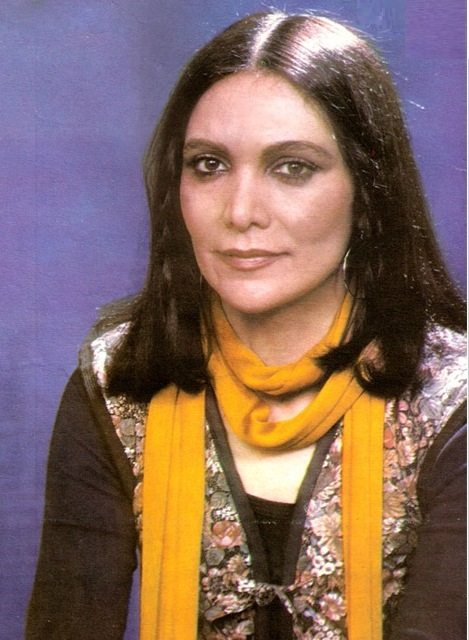
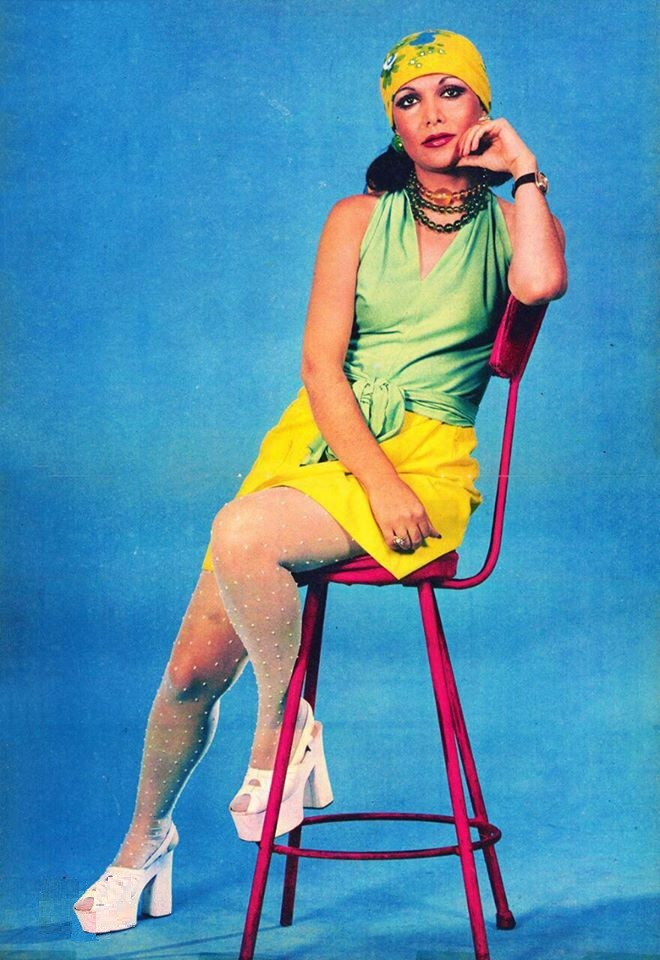
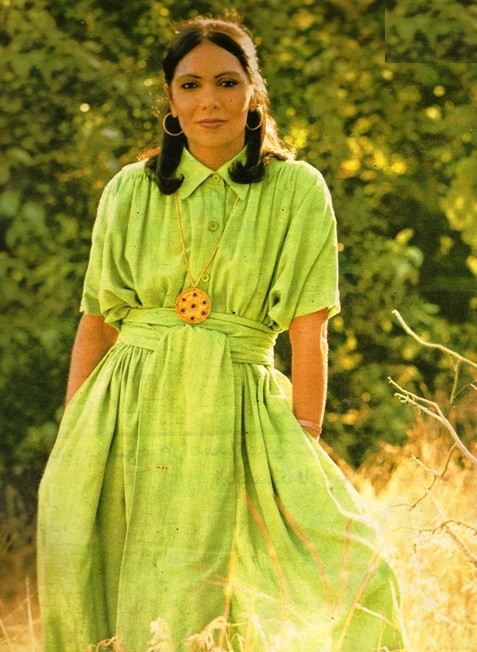
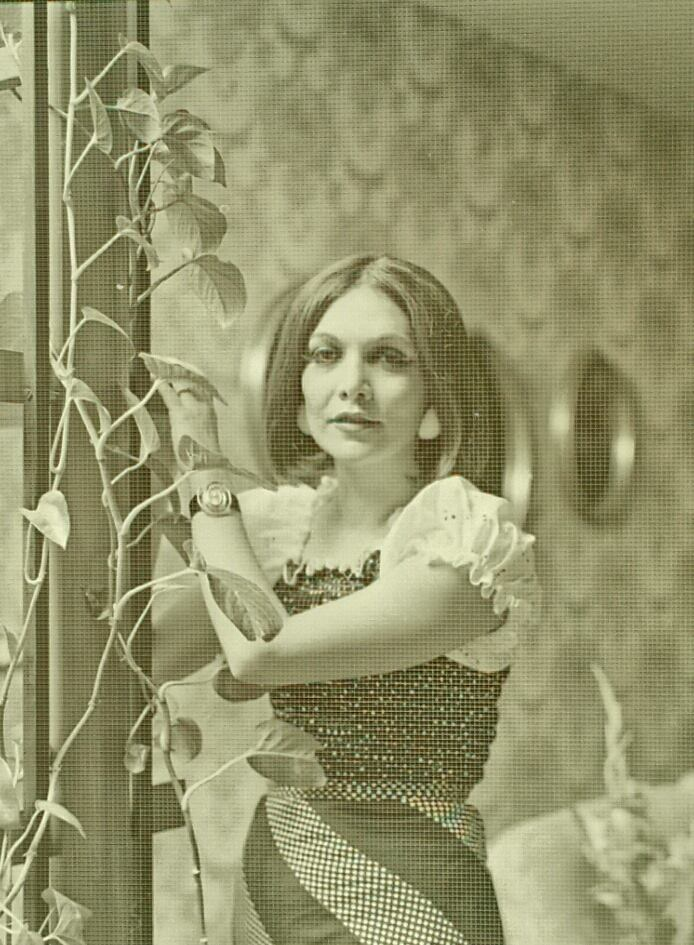
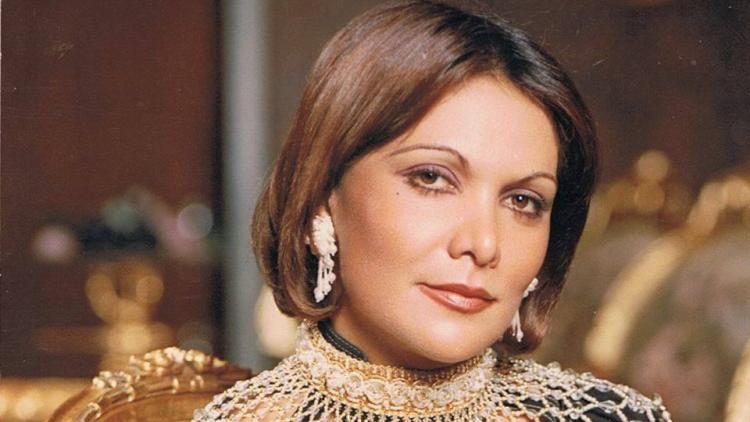